# Louise de Baden
Elisabeta Alexeievna (rusă Елизавета Алексеевна) (13 / 24 ianuarie 1779 – d. 4 / 16 mai 1826) a fost soția împăratului Alexandru I al Rusiei.

## Prințesă de Baden
Elisabeta Alexeievna s-a născut la Karlsruhe, la 24 ianuarie 1779 ca prințesa Louise Maria Auguste a Marelui Ducat al Badenului și aparținea Casei Zähringen. Era al treilea din cei cinci copii ai prințului Karl Ludwig și ai soției sale, Landgravine Amalie de Hesse-Darmstadt. Bunicii săi erau Charles Frederick, Mare Duce de Baden și Ludovic al IX-lea, Landgrave de Hesse-Darmstadt.
Prințesa Louise avea numai doisprezece ani când soarta sa s-a decis. Ecaterina a II-a a Rusiei căuta o mireasă pentru nepotul său cel mare, viitorul țar Alexandru I al Rusiei și s-a decis asupra prințesei de Baden. După ce a primit recomandări favorabile, Ecaterina a invitat-o pe prințesa Louise împreună cu sora sa mai mică Frederica în Rusia în 1792.
Împărăteasa a fost încântată de Louise, găsind-o frumoasă, cu farmec și onestă. La rândul ei, Louise a fost atrasă de Alexandru, care era frumos și înalt. La început, Alexandru era timid cu viitoarea sa mireasă—foarte tânăr și neexperimentat, nu știa cum să se poarte cu ea—iar Louise a pus această rezervă pe seama faptului că n-o plăcea. Totuși, curând, tânărul cuplu s-a arătat tot mai atras unul de celălalt. „Îmi spui că eu dețin fericirea unei anumite persoane în mâna mea” i-a scris lui Alexandru. „Dacă acest lucru este adevărat, atunci fericirea persoanei este asigurată pentru totdeauna...această persoană mă iubește, îl iubesc și aceasta este fericirea mea...poți fi sigur că te iubesc mai mult decât pot vreodată s-o spun”. Cuplul s-a logodit în mai 1793.
Prințesa a învățat limba rusă, s-a convertit la ortodoxism, a primit titlul de Mare Ducesă a Rusiei și și-a luat numele de Elisabeta Alexeievna. Nunta a avut loc la 28 septembrie 1793. Elisabeta avea paisprezece ani iar soțul ei cincisprezece.

## Marea Ducesă a Rusiei

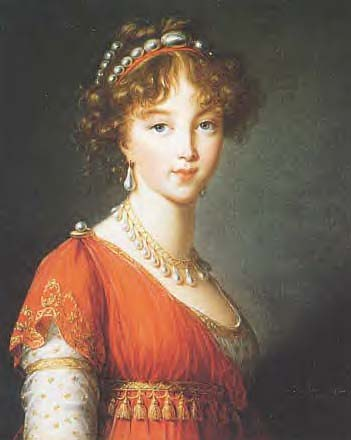
Elisabeta Alexeievna, lăudată pentru frumuseţea ei, nu-şi va găsi fericirea în mariajul cu Alexandru.

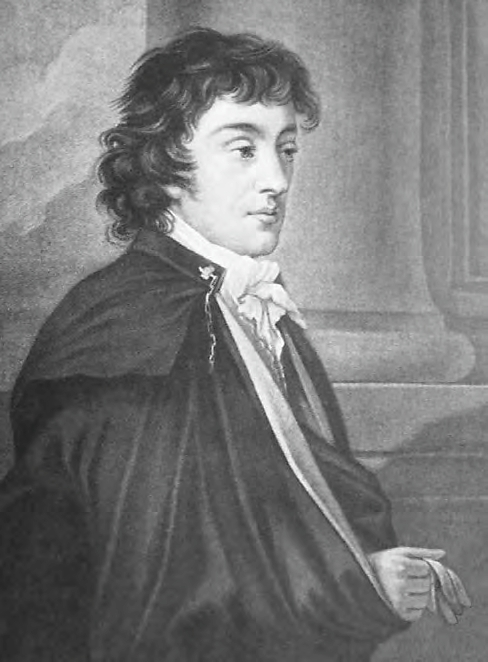
Adam Czartoryski

Foarte tânără când s-a căsătorit, timidă și naivă, Elisabeta Alexeievna nu era pregătită petru noua sa poziție. Era copleșită de splendoarea curții ruse și înspăimântată de intrigile cu sânge rece. Era consternată de intrigile sexuale care înfloreau în jurul ei, la curte, unde adulterul era acceptat ca o formă de distracție. Însăși împărăteasa Ecaterina a II-a dădea astfel de exemple la curte. Tânărul amant al Ecaterinei a II-a, Platon Zubov, a încercat s-o seducă pe Elisabeta Alexeievna.
Marea Ducesă era singură și îi era dor de casă. Relația cu Alexandru era singura ei consolare. „Fără soțul meu, care mă face fericită, aș fi murit de o mie de ori” Primii ani ai mariajului au fost relativ fericiți însă Marea Ducesă o dezamăgea pe Ecaterina a II-a care își dorea un moștenitor al tronului Rusiei. Moartea Ecaterinei cea Mare în noiembrie 1796 a adus pe tron pe socrul ei, Paul I al Rusiei. În timpul domniei lui, Elisabeta a evitat curtea lui Paul.
Primele fisuri în mariajul Elizabetei au început să apară. Soțul ei a început s-o neglijeze iar ea a început să caute împlinirea naturii sale romantice în altă parte. Primul refugiu a fost prietenia strânsă cu frumoasa contesă Golovina. Mai târziu a început o relație romantică cu cel mai bun prieten al lui Alexandru, elegantul și inteligentul prinț polonez Adam Jerzy Czartoryski. Relația lor a durat trei ani.
După mai mult de cinci ani de căsătorie, la 29 mai 1799, Elisabeta a născut o fiică, Marea Ducesă Maria Alexandrovna. La curte, paternitatea era atribuită prințului polonez. Curând, Elisabeta Alexeievna și-a pierdut și fiica și amantul. Adam Czartoryski a fost trimis într-o misiune diplomatică în străinătate iar fiica sa nu a supraviețuit mul timp. La 27 iulie 1800 îi scria mamei sale „Din dimineața asta nu mai am copii, ea a murit.” „Nu trece o oră să nu mă gândesc la ea și cu siguranță nu trece o zi fără să plâng cu lacrimi amare. Nu poate fi altfel cât voi trăi, chiar dacă voi avea două duzini de copii.”

## Împărăteasă a Rusiei

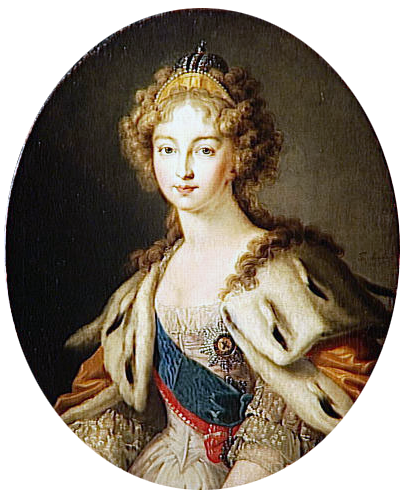
Elisabeta Alexeievna în 1814. Poetul rus Alexander Pushkin i-a dedicat poemul Nu m-am născut ca să-l amuz pe țar (я не рожден царей забавить..).

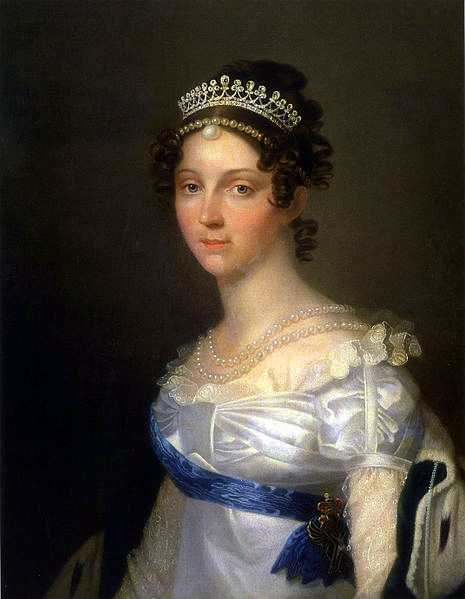
Țarina Rusiei, Elisabeta Alexeievna

Excentritățile țarului Paul I au condus la un complot împotriva lui și aducerea pe tron a fiului său, Alexandru. Elisabeta a fost conștientă de acestă schemă și în noaptea asasinării lui Paul, ea i-a oferit soțului ei suportul său.
Odată ce Alexandru a devenit împărat, Elisabeta Alexeievna l-a încurajat să lase în urmă trauma legată de crima împotriva tatălui său și să se dedice Rusiei. Ca soție a împăratului, ea a luat parte la viața de la curte și își îndeplinea datoriile în legătură cu aparițiile publice însă rangul de prima doamnă a imperiului era rezervat soacrei sale, Maria Feodorovna.
Alexandru I își trata soția cu indiferență, totuși, în public era politicos cu ea și făcea eforturi să ia masa în compania ei. Elisabeta era prea moale și calmă pentru a păstra un suflet atât de frământat cum era soțul ei. În 1803 Alexandru a început o poveste de dragoste care a continuat pentru mai mult de cincisprezece ani cu prințesa poloneză Maria Czetwertynska, soția prințului Dmitri Naryshkin.
Pe de altă parte, Elisabeta Alexeievna s-a consolat în relația cu Adam Czartorysky, care s-a întors în Rusia după ce Alexandru a urcat pe tron. Această legătură a încetat când Elisabeta a început o relație sentimentală cu chipeșul căpitan Alexis Okhotnikov. Toată corespondența dintre ea și Okhotnikov (împreună cu fragmente din jurnalul ei) au fost descoperite de împăratul Nicolae I după moartea Elisabetei.
Aventura cu Okhotnikov a avut un sfârșit tragic. Căpitanul a murit în 1807 după un atentat la viața sa. Mulți contemporani au considerat că Alexandru sau fratele său, Marele Duce Constantin au ordonat asasinarea sa.
La 16 noiembrie 1806 Elisabeta a născut cea de-a doua sa fiică. Au existat zvonuri că noua născută, Marea Ducesă Elisabeta Alexandrovna, nu era copilul împăratului Alexandru ci a lui Okhotnikov. După tragicul sfârșit al amantului său, Elisabeta și-a dăruit toată afecțiunea fiicei sale Elisabeta, “Lisinka”. Cincisprezece luni mai târziu, micuța a murit subit de o infecție dentară. „Acum”, scria Elisabeta mamei sale, „nu mai sunt bună de nimic pe lumea asta, sufletul meu nu mai are putere de a se recupera în urma acestei lovituri.”
Deși Elisabeta nu avea încă treizeci de ani, nici ea nici Alexandru nu mai sperau să aibă copii. În timpul războaielor napoleoniene, Elisabeta Alexeievna a fost un susținător al politicii soțului ei ca de fiecare dată în timpul vreunei crize. După căderea lui Napoleon alături de Alexandru și multe alte capete încoronate a participat la Congresul de la Viena (1814) unde s-a întâlnit cu fostul său amant Adam Czartorysky. Reîntâlnirea a condus la o reuare a relației însă pentru scurt timp.
După ce a împlinit patruzeci de ani, frumusețea sa s-a stins în mare măsură; a renunțat la orice pretenții romantice. Soțul ei a experimentat o transformare personală care a apropiat cuplul mai mult ca niciodată. În 1819 Alexandru I s-a cufundat într-un misticism religios și a rupt relația cu Maria Narishkina. De atunci, cei doi soți au început să petreacă mai mult timp împreună.
Prin 1825 sănătatea Elisabeta Alexeievna era fragilă. Doctorii i-au recomandat să se odihnească într-un climat temperat și i-au sugerat sudul orașului Taganrog de la Marea Azov. Cuplul imperial a trăit fericit aici într-o simplitate intimă. La 17 noiembrie 1825 Alexandru a revenit la Taganrog după o vizită în Crimeea cu febră tifoidă de care a și murit în decembrie în brațele soției sale.

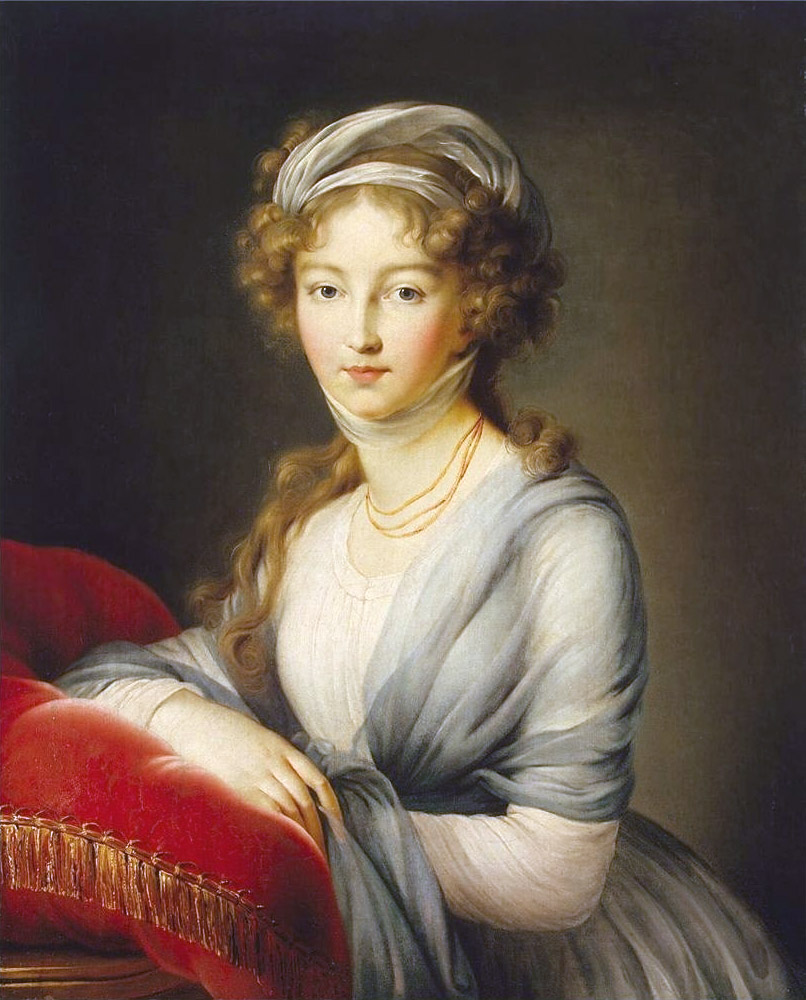
Elisabeta Alexeievna

Văduva țarină era prea slăbită ca să meargă la St. Petersburg pentru funeralii. Când în cele din urmă a început călătoria spre capitală, s-a simțit atât de rău încât s-a oprit la Beliov, pe drumul de la Taganrog la St. Petersburg la doar câteva ore înainte să se întâlnească cu soacra sa care venea în sud s-o viziteze. În dimineața zilei de 16 mai 1826 împărăteasa a fost găsită moartă în pat de servitoarea sa. Elisabeta Alexeievna. Văduva țarină a murit de insuficiență cardiacă.
La trei zile după decesul soțului ei, Elisabeta i-a scris mamei sale „Nu-ți face griji în privința mea, însă dacă aș îndrăzni, aș vrea să-l urmez pe cel ce a fost viața mea.”

## Copii
Alexandru I și Elisabeta Alexeievna au avut două fiice; ambele au murit în copilărie.
- Maria Alexandrovna a Rusiei  (St.Petersburg  29 mai 1799 - St. Petersburg  8 iulie 1800)
- Elisabeta Alexandrovna a Rusiei (St. Petersburg 15 noiembrie 1806 - St. Petersburg 12 mai 1808)